# 神埼バスストップ
神埼バスストップ（かんざきバスストップ）は、佐賀県神埼市の長崎自動車道上にあるバス停留所である。バス事業者の間では、高速神埼（こうそくかんざき）という名称が使われており、一般的にはこの通称名で呼ばれている。
上下線にそれぞれ停留所が設けられている。

## 停車する系統および隣接停留所
| 路線愛称   | 運行会社     | 下り線側方面                       | 上り線側方面                               |
| ---------- | ------------ | ---------------------------------- | ------------------------------------------ |
| 出島号     | 長崎県交通局 | 長崎（昭和町・長崎駅前交通会館）   | 高速基山・北九州（引野口・小倉駅前・砂津） |
| わかくす号 | 西日本鉄道   | 佐賀（佐賀駅BC・佐賀第二合同庁舎） | 高速基山・福岡（天神高速BT）               |
|            | 西日本鉄道   | 佐賀（佐賀駅BC・佐賀第二合同庁舎） | 高速基山・福岡空港                         |

## 乗り換え
- 三瀬神埼線路線バス「小渕」バス停（約250m）
- 神埼市巡回バス神埼北コース「高速神埼バス停前」バス停（約80m）